# Estação Cadillac
A Estação Cadillac é uma das estações do Metrô de Montreal, situada em Montreal, entre a Estação Assomption e a Estação Langelier. Faz parte da Linha Verde.
Foi inaugurada em 06 de junho de 1976. Localiza-se no cruzamento da Rua Sherbrooke com a Rua de Cadillac. Atende o distrito de Mercier–Hochelaga-Maisonneuve.

## Origem do nome
Esta estação recebeu por causa da rue de Cadillac. Antoine Laumet, conhecido como La Mothe sieur de Cadillac (1658-1730) foi um explorador francês que esteve na Nova França. Ele fundou Detroit, Michigan e comandou-a de 1701 a 1710.

## Ruas próximas
- rue De Cadillac
- rue Sherbrooke

## Pontos de interesse
- Institut de chimie et de pétrochimie de Montréal
- Centre hospitalier Grace Dart
- Banque fédérale de développement
- Bureau du commissaire du travail
- Service des sports et loisirs
- Restaurantes L'Adresse et St-Hubert
- Sanctuaire Marie-Reine-des-Coeurs